# Ca' da Mosto
Le Ca’ da Mosto (« Maison des Mosto », terme Ca’ vient du dialecte vénitien qui signifie « maison » équivalent du mot Casa en italien) ou palazzo da Mosto est un palais du XIIIe siècle situé le long du Grand Canal dans le sestiere de Cannaregio (corte del Lion Bianco - N.A.5628) de la commune de Venise.

## Histoire
Restauré de nombreuses fois, il a une intéressante façade de style vénéto-byzantin. L'édifice existait certainement au XIIIe siècle, il appartenait à la famille Barozzi. Des éléments identifiés comme plus anciens se trouveraient, en particulier, dans le portique donnant sur le plan d’eau du Grand canal,. En 1266, des Barozzi, il passa au Da Mosto, il fut acheté par un Marco da Mosto.
Il est aussi le lieu de naissance et de décès d’Alvise Cadamosto, fameux explorateur au service d’Henri le Navigateur. Du  XVIe au XVIIIe siècle, il devient une célèbre auberge à l’enseigne du Il Leon Bianco où se pressaient tous les personnages illustres de la cité lagunaire, tels que l'empereur Joseph II qui séjourna ici à deux reprises et les princes héritiers de Russie.
Aujourd’hui, il demeure un bel exemple d’une typique maison utilisée pour le commerce au temps de la Sérénissime. Son portique d’entrée ouvert sur le canal permettait de décharger facilement des marchandises depuis une nef.
En 2022, le Palais renait littéralement après cinquante ans à l'abandon. Les entrepreneurs Francesca Rinaldo et Alessandro Gallo (fondateurs de la marque italienne GoldenGoose) inaugurent un hôtel 5 étoiles luxe baptisé "The Venice Venice Hotel". Les 44 chambres sont toutes différentes et permettent d'admirer des détails authentiques comme les carrelages et les poutres d'origine. Un restaurant avec terrasse sur le Grand Canal est accessible aux non-résidents ainsi qu'un concept-store, galerie, bar-à-vin nommé "Venice M'Art". Il existe également une petite discothèque "The Venice Bitter Club" ouverte lors d'événements spécifiques. Enfin, au sommet de l'établissement existe une terrasse privatisable appelée "The Altana Roof Top". 
En décembre 2023, l'hôtel s'agrandit avec l'acquisition du bâtiment adjacent qui est transformé pour de nouvelles chambres.

## Architecture

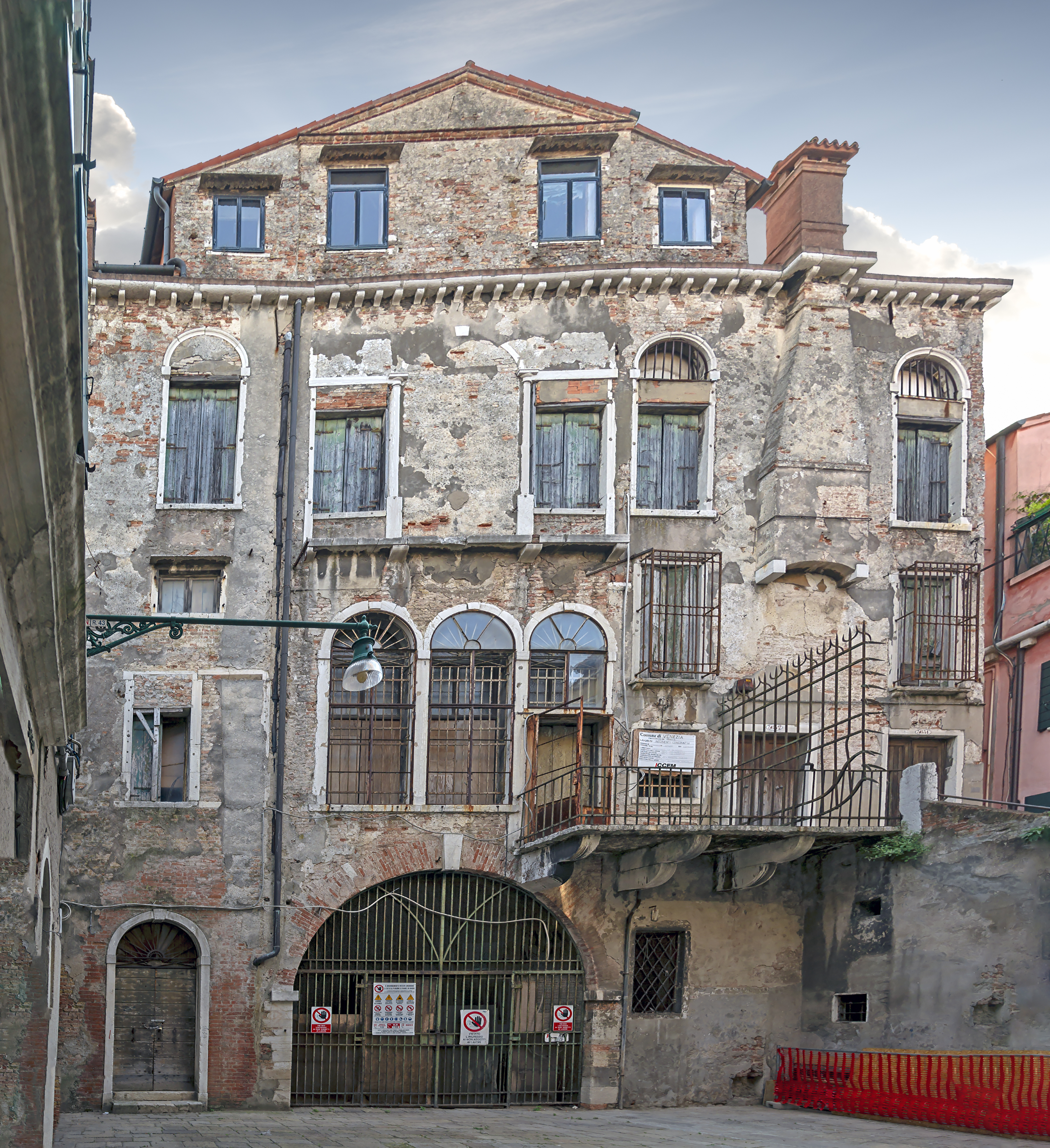
Ca' Da Mosto - façade sur le Campiello del Leon Bianco
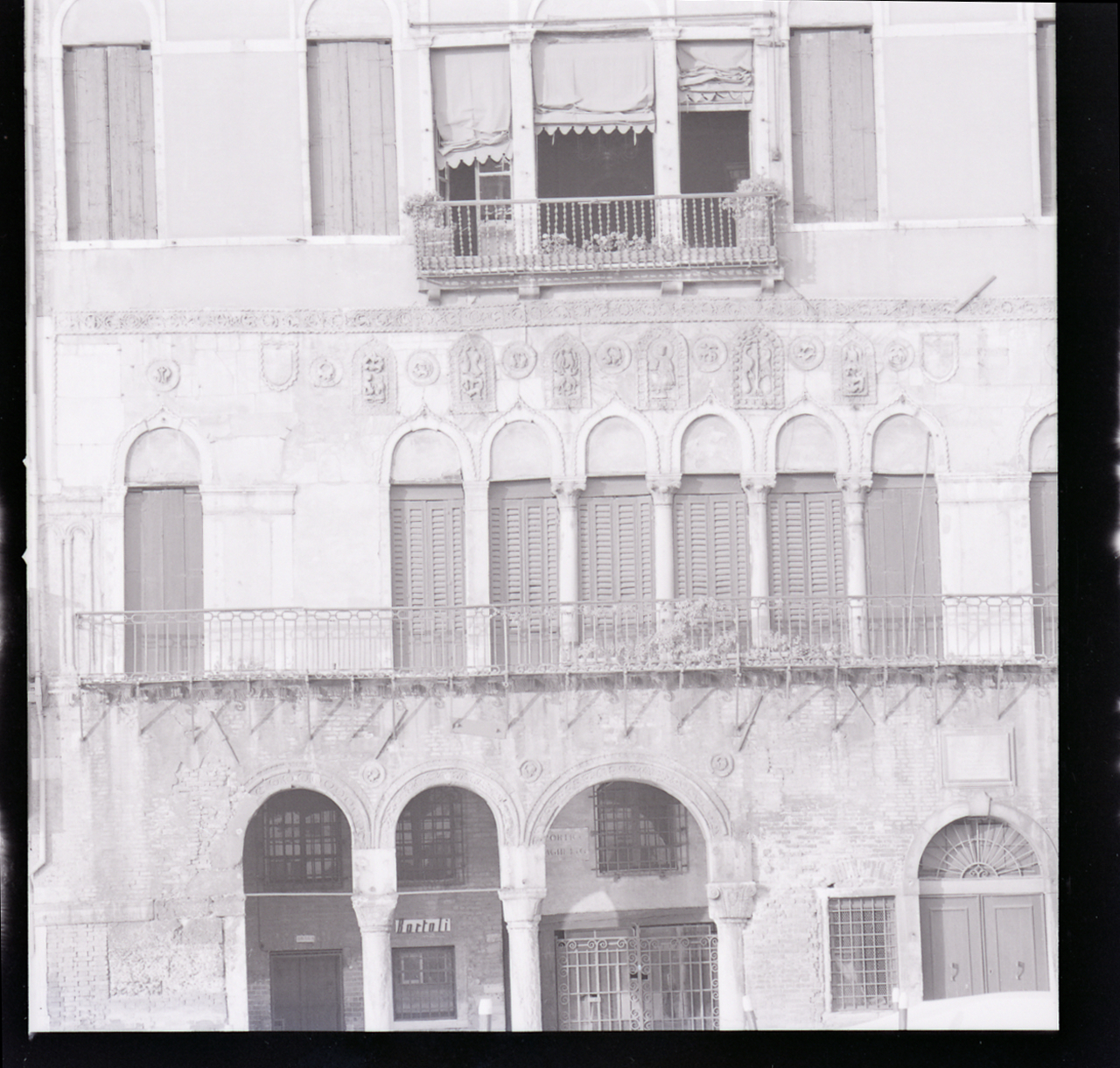
"Détails photographiés par Paolo Monti en 1969"
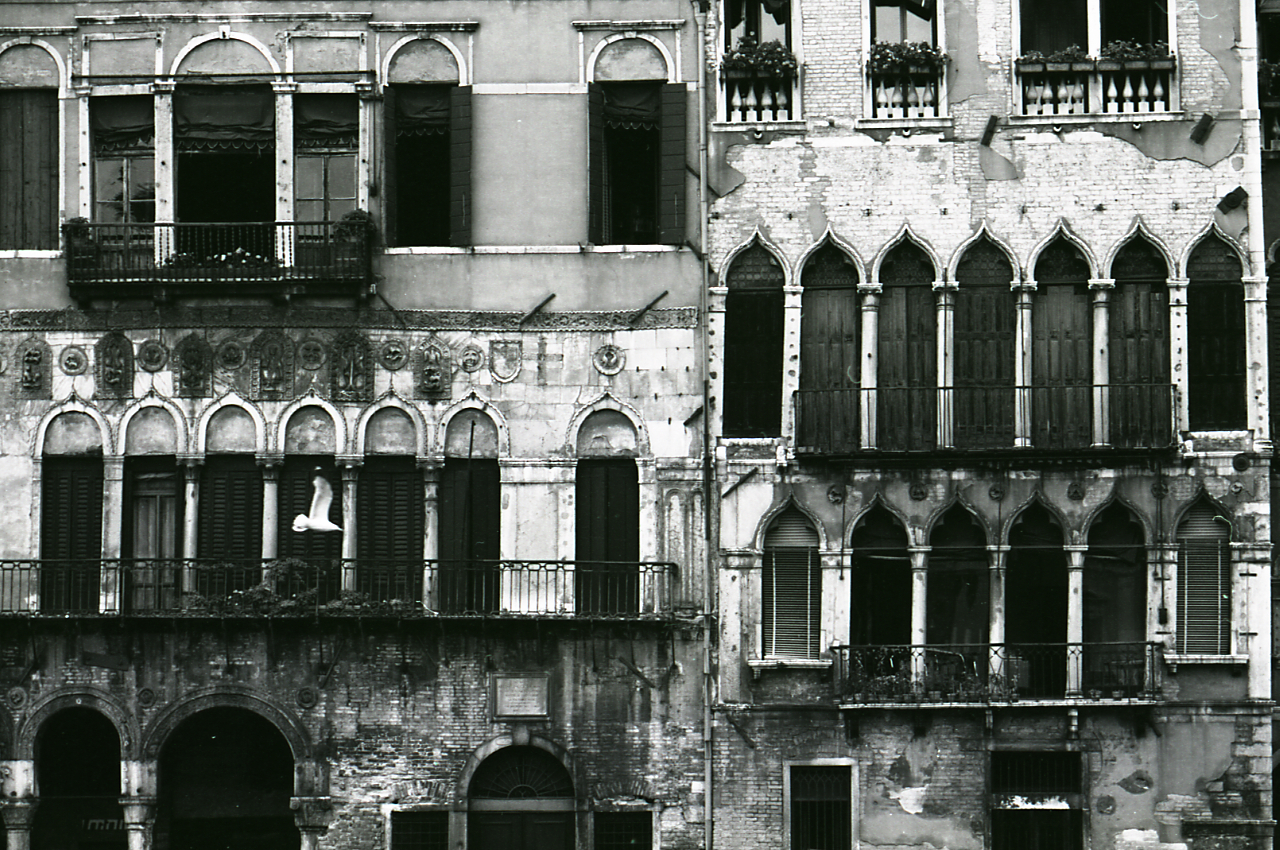
"Détails photographiés par Paolo Monti en 1969"

Comme d’autres anciens palais de style vénéto-byzantin, il se compose de portiques au rez-de-chaussée dit « pieds dans l’eau » donnant accès au canal, et au piano nobile, de longues galeries percées de baies aux arcs brisés en accolade. Sa façade se complète de décorations marmoréennes byzantines (patères, bas-reliefs et frises)
Le rez-de-chaussée du bâtiment servait d'entrepôt de marchandises, le deuxième de bureau et d'accueil des clients et le dernier de logements pour les marchands.